# Артту Гейнонен
Артту Гейнонен (фін. Arttu Heinonen, нар. 22 квітня 1999, Оулу) — фінський футболіст, півзахисник клубу «КуПС». Виступав також за низку інших фінських футбольних клубів. Дворазовий чемпіон Фінляндії та дворазовий володар Кубка Фінляндії.

## Ігрова кар'єра
Артту Гейнонен народився 1999 року в місті Оулу, та є вихованець футбольної школи клубу «КуПС». У 2017 році Гейнонен розпочав грати за команду «ПК-37», в якій того року взяв участь в 11 матчах чемпіонату. У 2018 році футболіст перейшов до фарм-клубу команди «КуПС» «Ку-Фу», а з 2019 року грав за основну команду клубу, в якій у цьому році став чемпіоном Фінляндії, а в 2021 році став володарем Кубка Фінляндії.
У 2022 році Гейнонен виступав у складі клубу «Лахті», а в 2023 році повернувся до складу клубу «КуПС», у складі якого в 2024 році вдруге в кар'єрі став чемпіоном країни та володарем Кубка Фінляндії.

## Титули і досягнення
- Чемпіон Фінляндії (2):

«КуПС»: 2019, 2024
- Володар Кубка Фінляндії (2):

«КуПС»: 2021, 2024